# Отечественный народный фронт
Отечественный народный фронт (венг. Hazafias Népfront, буквально «Патриотический народный фронт», сокращённо HNF) — венгерская общественно-политическая организация, образованная в 1944 году как политическое Движение Сопротивления фашистским властям во время Второй мировой войны, а позже ставшая альянсом всех политических партий в Венгерской Народной Республике. В дальнейшем лидером этого альянса и единственной законной партией была сначала Венгерская партия трудящихся (1948—1956), а потом и Венгерская социалистическая рабочая партия (1956—1990).

## История
В мае 1944 года в Венгрии по инициативе Венгерской коммунистической партии был сформирован антифашистский Венгерский фронт, куда вошли Социал-демократическая партия, Партия мелких сельских хозяев, Национально-крестьянская партия и группа легитимистов. 2 декабря 1944 года в Сегеде Венгерский фронт был преобразован в Венгерский национальный фронт независимости, к которому присоединились Буржуазно-демократическая партия и профсоюзы. 1 февраля 1949 года этот фронт был преобразован в Венгерский народный фронт независимости. В его состав вошли Венгерская партия трудящихся, Партия мелких сельских хозяев, Национально-крестьянская партия и Всевенгерский совет профсоюзов. В том же году была принята новая конституция. В устоявшемся виде Отечественный народный фронт появился при Имре Наде (реорганизация с 22 по 24 октября 1954 года).
Согласно Конституции Венгрии, Отечественный народный фронт объединял все силы общества для строения социалистического строя, решения политических, экономических и культурных задач (в том числе выступая в защиту национальных автономий и решая любые проблемы, связанные с вероисповеданием). Во время восстания 1956 года часть восставших пытались использовать ресурсы фронта. С 1957 года руководящей в составе фронта была Венгерская социалистическая рабочая партия. При Яноше Кадаре в 1966 году были образованы одномандатные избирательные округа, а в 1970 году была отменена монополия HNF на выдвижение кандидатов, однако решающее слово за назначением кандидатов долгие годы оставалось за фронтом, в том числе и после поправок в Конституцию 1983 года, создавших почву для альтернативных выборов в Государственное собрание. До 1985 года все соответствующие кандидаты должны были принять программу Отечественного народного фронта, прежде чем получить право избираться.
Отечественный народный фронт де-факто прекратил существование после упразднения Венгерской Народной Республики, в 1990 году на его место пришла уже Патриотическая избирательная коалиция, которая приняла участие в первых после 1947 года многопартийных выборах.

## Структура
Во главе фронта стоял председатель Всевенгерского совета. В состав фронта входили комитеты областного, городского и сельского уровня; в Будапеште существовали районные и участковые комитеты ОНФ. Комитеты сотрудничали с местными советами и имели право выдвигать кандидатов на пост председателя Совета. Индивидуального членства во фронте не было. Фронт также включал в свой состав разные общественные организации и культурные учреждения. Издавал газету Magyar Nemzet. Каждые четыре года проходил Съезд фронта, на котором избирались члены во Всевенгерский совет: тот, в свою очередь, избирал председателя совета и секретариат, которые руководили политикой фронта.

## Выборы вГосударственное собрание
| Год выборов                                 | Голосов                                     | Проценты                                    | Места                                       | +/–                                         | Место                                       | Правительство                               |
| Венгерский национальный фронт независимости | Венгерский национальный фронт независимости | Венгерский национальный фронт независимости | Венгерский национальный фронт независимости | Венгерский национальный фронт независимости | Венгерский национальный фронт независимости | Венгерский национальный фронт независимости |
| ------------------------------------------- | ------------------------------------------- | ------------------------------------------- | ------------------------------------------- | ------------------------------------------- | ------------------------------------------- | ------------------------------------------- |
| 1949                                        | 5478515                                     | 97,1%                                       | 402 из 402                                  | ▲ 402                                       | ▲ 1-е                                       | Занял все места                             |
| 1953                                        | 6256653                                     | 99%                                         | 298 из 298                                  | ▼ 104                                       | ▬ 1-е                                       | Коалиция в однопартийной республике         |
| Отечественный народный фронт                |                                             |                                             |                                             |                                             |                                             |                                             |
| 1958                                        | 6431832                                     | 99,6%                                       | 338 из 338                                  | ▲ 40                                        | ▬ 1-е                                       | Коалиция в однопартийной республике         |
| 1963                                        | 6813058                                     | 98,9%                                       | 340 из 340                                  | ▲ 2                                         | ▬ 1-е                                       | Коалиция в однопартийной республике         |
| 1967                                        | 7086596                                     | 99,7%                                       | 349 из 349                                  | ▲ 9                                         | ▬ 1-е                                       | Коалиция в однопартийной республике         |
| 1971                                        | 7189125                                     | 99%                                         | 352 из 352                                  | ▲ 3                                         | ▬ 1-е                                       | Коалиция в однопартийной республике         |
| 1975                                        |                                             | 99,6%                                       | 352 из 352                                  | ▬                                           | ▬ 1-е                                       | Коалиция в однопартийной республике         |
| 1980                                        | 7462593                                     | 99,3%                                       | 352 из 352                                  | ▬                                           | ▬ 1-е                                       | Коалиция в однопартийной республике         |
| 1985                                        | 7145601                                     | 99,1%                                       | 387 из 387                                  | ▲ 35                                        | ▬ 1-е                                       | Коалиция в однопартийной республике         |

## Руководители фронта (с 1954)
- Иштван Доби (председатель Всевенгерского совета, 1954—1968)
- Антал Апро (16 июня 1956 — 1957)
- Иштван Бенчик[венг.] (генеральный секретарь, 1970—1974)
- Йожеф Богнар[венг.] (вице-председатель, 1972—?)
- Режё Богнар[венг.] (вице-председатель в 1960—1964, с 1964 член Всевенгерского совета)
- Шандор Гашпар (член Всевенгерского совета с 1957, вице-председатель в 1960—1964)
- Дьюла Каллаи (член Всевенгерского совета с 1954, председатель Всевенгерского совета с 1957, председатель с 1958)
- Эрнё Михайфри (член Президиума ВНР[англ.], главный редактор газеты Magyar Nemzet)
- Тибор Петхё[венг.] (вице-председатель в 1976—1982)
- Имре Пожгаи (секретарь в 1982—1988)
- Кальман Кульчар[венг.] (председатель с 15 октября 1989)
- Иштван Кукорелли[венг.] (генеральный секретарь с 15 октября 1989)
- Иштван Микола[венг.] (1989—1990)